# Leonid Bruk
Leonid Bruk, ros. Леонид Брук (ur. 8 września 1960) – rosyjski lekkoatleta specjalizujący się w biegach średniodystansowych. W czasie swojej kariery reprezentował Związek Socjalistycznych Republik Radzieckich.

## Sukcesy sportowe
W 1978 r. uczestniczył w rozegranych w Bukareszcie Zawodach Przyjaźni (z udziałem juniorów do 18 lat), zajmując I miejsce w biegu na 1500 metrów.
Największy sukces na arenie międzynarodowej odniósł w 1979 r. w Bydgoszczy, zdobywając podczas mistrzostw Europy juniorów srebrny medal w biegu na 1500 metrów (z czasem 3:39,95, za Grahamem Williamsonem).

## Rekordy życiowe
- bieg na 1500 metrów – 3:39,95 – Bydgoszcz 16/08/1979